# Hydrellia saltator
Hydrellia saltator är en tvåvingeart som beskrevs av Deonier 1971. Hydrellia saltator ingår i släktet Hydrellia och familjen vattenflugor.
Artens utbredningsområde är Ontario. Inga underarter finns listade i Catalogue of Life.